# الکس گرگوری
الکس گرگوری (انگلیسی: Alex Gregory؛ زادهٔ (۱۶ دسامبر ۱۹۸۸) یک قایقران روئینگ اهل بریتانیا است.
وی در مسابقات کشوری و بین‌المللی در مجموع برندهٔ ۹ مدال طلا، ۱ مدال نقره شده‌است. او همچنین برنده دو مدال طلا از بازی‌های المپیک تابستانی ۲۰۱۶ است.